# Zapornia paykullii
La schiribilla fasciata, schiribilla panciafasciata o rallina ventrefasciato (Zapornia paykullii (Ljungh, 1813)) è un uccello della famiglia dei Rallidi originario dell'Asia orientale.

## Descrizione
La schiribilla fasciata è un rallide di piccole dimensioni: misura 20–22 cm di lunghezza, ha un'apertura alare di 42 cm e pesa 96-132 g. Ha la sommità del capo, le regioni superiori e le ali di colore marrone-grigio scuro, talvolta con delle sottili striature più chiare sulle ali. I fianchi, la parte bassa del petto, l'addome e il sottocoda sono striati di bianco e nero. Il becco, breve, è di colore grigio-verdastro, l'iride è rossa e le zampe rosso-arancio.
Si distingue dalla schiribilla fosca (Zapornia fusca) e dalla rallina fasciata (Rallina fasciata) per la colorazione più grigia e meno marrone delle regioni superiori e delle ali, e per la colorazione delle zampe arancio chiaro invece che rossa.

## Distribuzione e habitat
La schiribilla fasciata vive unicamente in Asia orientale, dove è piuttosto rara. Nidifica in Russia orientale (lungo il fiume Amur e nel Territorio del Litorale), in Cina nord-orientale e, almeno in passato, in Corea del Nord. Coppie nidificanti a volte sono state registrate anche sull'isola di Sachalin. Sverna nel Sud-est asiatico e nel Borneo, ma talvolta ha fatto la sua comparsa anche in Giappone e a Taiwan.
Si incontra nelle paludi, nelle zone erbose umide, sui prati e nelle risaie.

## Biologia
La schiribilla fasciata è una creatura timida e riservata, molto difficile da avvistare. Il richiamo, un veloce tototototo seguito da un trillo urrrrr, viene emesso all'alba, al crepuscolo e di notte. Le sue abitudini, seppur poco conosciute, non si discostano da quelle delle altre schiribille.